# Гильом Желонский
Гильом Желонский (фр. saint Guilhem de Gellone; около 750 — 28 мая 812), также известен как Гильом Святой или Гильом Оранжский — граф Тулузы в 790—806 годах и маркиз Септимании в 801—806 годах из династии Гильемидов, по имени которого этот род получил своё название.

## Биография

### Правление
Гильом — сын графа Отёна Тьерри (Теодерика) I и Альдоны (Альды) Франкской, возможной дочери Карла Мартелла. Двоюродный брат и ровесник Карла Великого, Гильом пользовался его расположением за верность и отчаянную храбрость. В 790 году он стал графом Тулузы вместо Корсона, графа Тулузы, который был захвачен басками в 787 году. Он противостоял сначала баскам, а потом маврам, которые разбили Гильома в 793 году на берегу реки Орбьё около Нарбона. Но в итоге, встречая упорное сопротивление, мавры были вынуждены отступить. Позже Гильом сам перешёл в наступление, приняв участие в отвоевании Испанской марки и захвате Барселоны в 801 году, графом которой стал его сын Бера.
Встретив в аббатстве Сан-Савен своего бывшего друга, св. Бенедикта Анианского, Гильом под его влиянием основал в 804 году в долине Желона бенедиктинское аббатство Сен-Гильом-ле-Дезер, в которое он удалился в 806 году. Сыновья его заняли блестящее положение при императорском дворе, хотя не удержали за собой Тулузы. Гильом умер 28 мая 812 года. Он был канонизирован в 1066 году. Римско-католическая церковь отмечает память святого Гильома (Вильгельма) 28 мая.

### Семья
1-я жена: Кунигунда
- Бера (ум. 844), граф Разеса и Конфлана 790—820, граф Барселоны 801—820, граф Жероны, Безалу и Осоны 812—820; жена: Ромала
- Гуиткер (ум. до 824)
- Хильдехельм (ум. до 824)
- Герберт (780/785 — после 843), граф Виваре
- Эйлимбрук (ум. до 824), аббат в Желоне
- Бернар Септиманский (ок. 800—844), граф Барселоны и Жероны 826—832, 835—844, маркиз Септимании и Готии, граф Нарбона, Безье, Агде, Мельгуэля, Нима, Юзеса 828—832, 835—844, граф Отёна 830—844
- Герберга (ум. 834), монахиня в Шалоне

2-я жена: Гибурга (Вибурга)
- Госельм (ум. 834), граф Руссильона, граф Разеса и Конфлана с 828
- Тьерри (Теодерик) III (ум. 830), граф Отёна с 821
- Ротлиндис (ум. до 843); муж: Вала (772/773 — 836), аббат Корби

## Гильом в литературе
Сохранилось семь героических chansons de geste XI—XIII веков, приуроченных к личности графа Гильома (под именем Гильом Оранжский) и входящих в более обширный цикл, известный под именем «Жеста Гарена де Монглан». Поэмы о Гильоме относятся к наиболее древним во французском эпосе.
- «Отрочество Гильома» (Enfances Guillaume, XIII в.). Гильом и его братья во главе с их отцом Эмери Нарбоннским отправляются к королевскому двору по призыву Карла. Гильом совершает по дороге столь значительные подвиги, что о них узнает сарацинская принцесса Орабль, невеста сарацинского короля Тибо. При дворе Гильом посвящается в рыцари. Тем временем совершается свадьба Тибо и Орабль, но благодаря чудесному вмешательству она не приводит к физической близости. Сарацины осаждают Нарбонну, Гильом спешит на помощь и подвергает разгрому осаждающих.
- «Коронование Людовика» (XII в.)
- «Нимская телега» (Charroi de Nimes, первая половина XII в.). Гильом хитростью берёт Ним.
- «Взятие Оранжа» (Prise d’Orange, середина XII в.). Гильом берёт Оранж и женится.
- «Песнь о Гильоме» (конец XI в.). Гильом сражается с сарацинами.
- «Алисканс» (вторая половина XII в.), по сюжету повторяет вторую часть «Песни о Гильоме».
- «Монашество Гильома» (Moniage Guillaume, середина XII в.). После смерти жены Гильом удаляется в монастырь, но не ладит с другими монахами, отселяется от них в скит. Он сражается с окрестными бандитами и великаном, затем с сарацинским вождём Синагоном в Италии, наконец, отражает сарацинское нападение на Париж. Затем он возвращается в свою пустынь.

Благодарным материалом воспользовался трувер Бертран де Бар-сюр-Об в своей поэме «Diane et Aimeri», затем Вольфрам фон Эшенбах, написавший «Willehalm», наконец, Ульрих фон Тюргейм, явившийся неудачным продолжателем Эшенбаха.